# 三浦学
三浦 学（みうら まなぶ、1966年5月19日 ‐ 1995年8月17日）は、広島県出身の陸上競技指導者（主として中距離走）、元陸上競技選手。保健体育教師（中学校、高等学校）。

## 略歴
広島県安佐郡可部町（現在の広島市安佐北区）生まれ。父は教員だった。小学校3年から6年まで剣道を習っていたが、運動会のリレーで活躍し、6年の頃には「可部小の三浦は足が速い」と噂されるようになっていた。広島市立可部中学校では、中村高行（世羅高～日体大）が顧問の陸上競技部に所属。2、3年の時、第41回中国中学駅伝、第42回中国中学駅伝に1区走者として出場した。高校は当初、地元の広島県立可部高等学校への進学を考えていたが、駅伝の名門で、恩師の中村の出身校でもある広島県立世羅高等学校への進学を決意。3年間寮生活を送る。
世羅高校では原晋と同期で、宮広重夫（順天堂大学卒、のち広島経済大学を指導）、村上邦弘（日体大卒、第49回箱根駅伝アンカーとして優勝テープを切る）の指導を受ける。三浦の代は地味で、下級生の頃は全国大会にも帯同しておらず、3年次は高校駅伝広島県予選において広島県立西条農業高等学校に敗れるのではないかと不安視されたが、県を制して1984年第35回全国高等学校駅伝競走大会の広島県代表になった。12月23日に開催された本大会では、原晋や1年生の吉田祐嗣（𠮷田圭太の父、2年後の第37回大会で1区区間賞）らで臨み、三浦はアンカーの7区を担当した。3位で三浦に襷が渡った時、2位の愛知工業大学名電高等学校とは32秒差あったが、三浦は区間賞となる5km14分49秒で走り抜け、ゴール直前で愛工大名電を1秒差でかわし、2位でフィニッシュした。
その後は日本体育大学に進み、川嶋伸次、有森裕子と同期だった。日体大では、2年から4年次に東京箱根間往復大学駅伝競走に出場。2年の第63回東京箱根間往復大学駅伝競走では復路7区、3年の第64回東京箱根間往復大学駅伝競走ではアンカーの10区、4年の第65回東京箱根間往復大学駅伝競走では往路の3区を担当し、2年次は1時間6分59秒で区間4位、3年次は1時間9分01秒で区間7位、4年次は1時間5分42秒で区間2位だった。
日体大卒業後は、実業団に入って競技生活を続けたかったが、2年の時に父が交通事故死した為に帰郷を考え、1989年に保健体育教師として臨時採用され、広島市立亀山中学校に赴任した。翌年に本採用され、広島市立沼田高等学校に異動。陸上競技部を指導しながら、当人も広島市体育協会に所属し、選手として中国駅伝に出場していた。指導者としては、北村智宏（のち山梨学院大学）を1992年の第47回国民体育大会の少年男子B 800m優勝、1993年の第48回国民体育大会の少年男子A 800m準優勝、1994年の第49回国民体育大会の少年男子A 800mで優勝に導き、晩年は徳本一善を指導していた。中国駅伝では、第57回大会から最後の開催となった1995年の第62回大会まで出場。62回大会では優勝のゴールテープを切った。また出版社からの依頼で、月刊陸上競技1995年4月号に「北村選手と歩んだ三年間」という題で寄稿している。
1995年8月17日の午後、県の夏合宿に差し入れを届けた帰り、三浦が運転する乗用車が17m下の谷底に転落。救急搬送されたが、脳挫傷により即死した。享年29。

## 死への反応
有森は、バルセロナオリンピック後に足を傷め広島に治療に行った際に三浦と会い、「実業団に入りたかったが教員になった。みんな頑張っている。これからなんよ。有森も頑張っとるし、負けんよう頑張らんとな」と声をかけられ、それが最後の会話となったと述べた。川嶋は、「三浦は誰より礼儀正しかった。名門の世羅出身だけあって、三浦の考え方や行動は自分にとってショッキングだった。三浦の影響を受けて練習日誌をつけるようになり、机を整頓するようになった。穏やかな性格で、決してリーダーシップを取る感じではなかったが、周囲に気を遣える人だった」と偲んだ。

## 中国駅伝での成績
- 第57回大会7区18.4km　55分35秒（区間新）
- 第58回大会8区17.7km　53分04秒（区間新）
- 第59回大会4区12.2km　37分18秒（区間新）
- 第60回大会8区17.7km　54分14秒（区間賞）
- 第61回大会8区17.7km  54分14秒（区間2位）
- 第62回大会8区17.7km  56分01秒（区間賞）